# Ichneutica mutans
Ichneutica mutans là một loài bướm đêm thuộc họ Noctuoidea. Nó được mô tả lần đầu tiên bởi Francis Walker vào năm 1857. Đây là loài đặc hữu của New Zealand.
Ấu trùng ăn nhiều loại cây cỏ khác nhau, bao gồm lá và quả nhiều loại táo và do đó được xem là loại gây hại cho cây táo.
Ichneutica mutans trước đây là một thành viên của chi Graphania.

## Hình ảnh

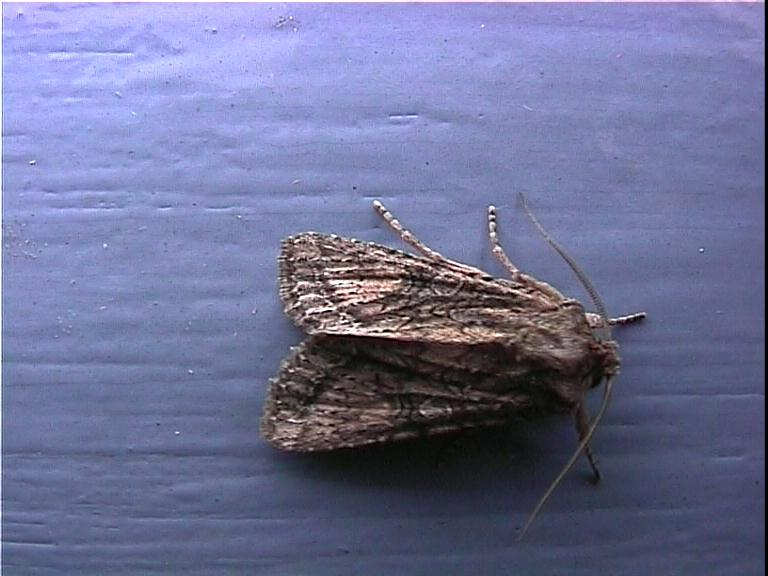
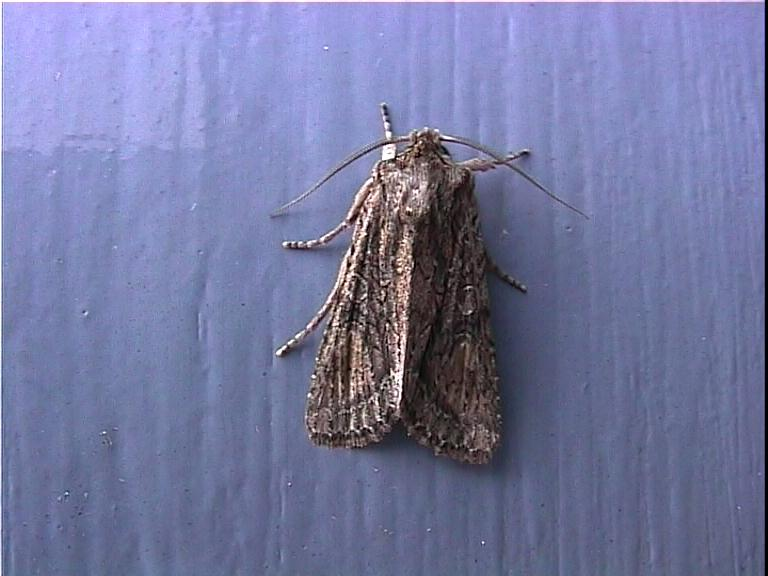
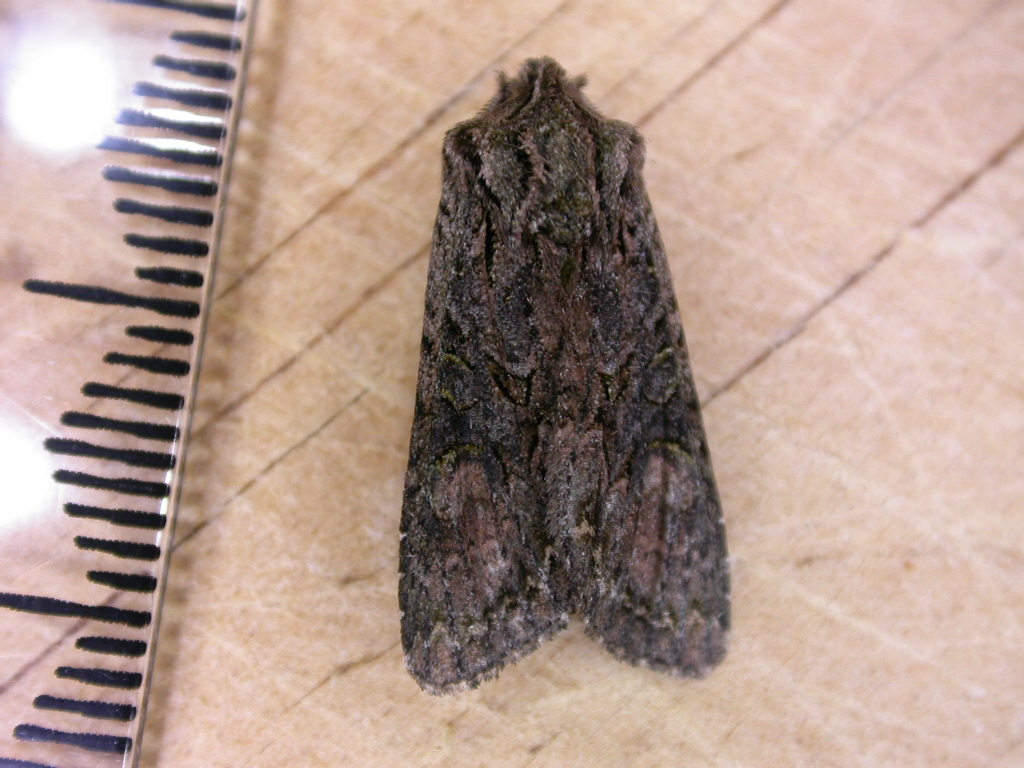
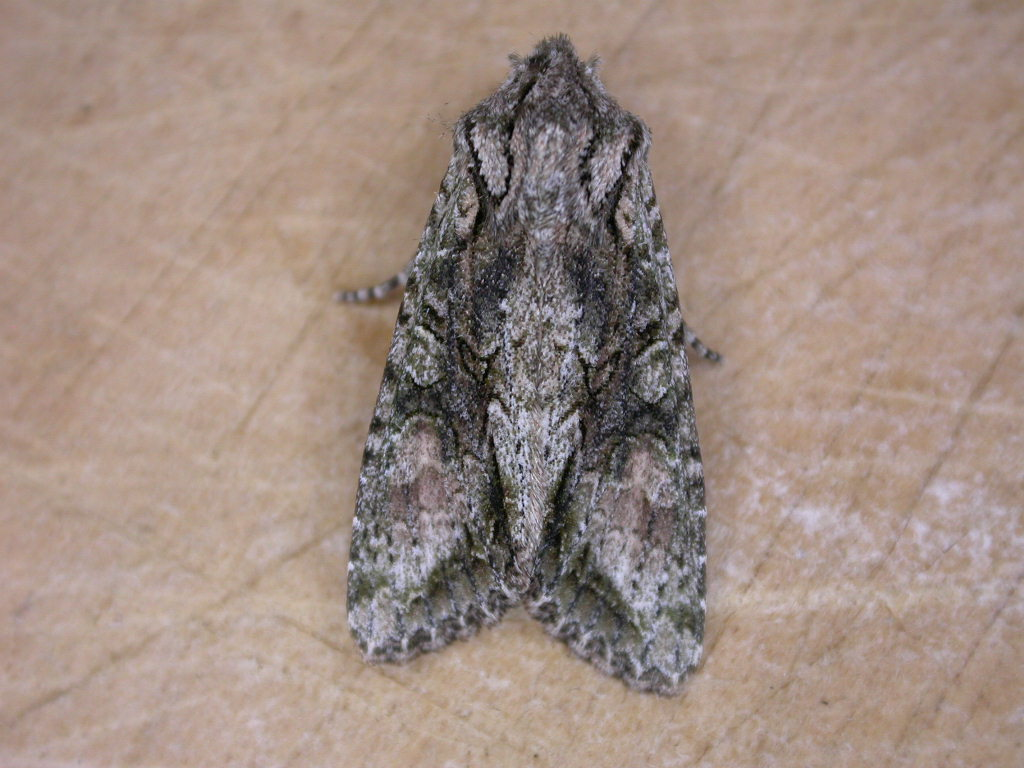